# واهاگن داوتیان
واهاگن آرمناکی داوتیان (به ارمنی: Վահագն Արմենակի Դավթյան) شاعر، نمایشنامه‌نویس، مترجم و فعال ادبی اهل ارمنستان بود. وی عضو فرهنگستان ملی علوم ارمنستان بود.

## زندگی‌نامه
واهاگن داوتیان در ۱۵ اوت ۱۹۲۲م در شهر ارمنی آراپگیر در ارمنستان غربی متولد شد. در سال ۱۹۲۶م با خانواده اش به شهر کراسنودار مهاجرت کرد و در سال ۱۹۳۲م ساکن ایروان شد.
در سال‌های ۴۳–۱۹۴۱ در جنگ جهانی دوم شرکت جست. در سال ۱۹۴۸م در رشته زبان و ادبیات از دانشگاه دولتی ایروان فارغ‌التحصیل شد. داوتیان از سال ۱۹۴۵م تا سال ۱۹۶۵م در هیئت تحریریه و شورای سردبیری چندین نشریه، از جمله «روزنامه ادبی» (Գրական թերթ) قلم زده‌است. از سال ۱۹۶۷م تا سال ۱۹۸۲م معاون فرهنگی کمیته روابط فرهنگی با جماعت ارمنیان پراکنده (Սփյուռքահայության հետ մշակութային կապի կոմիտե) و پس از آن به سردبیری ماهنامه ادبی ارمنستان شوروی برگزیده شد. 
شعرها و نمایشنامه‌های داوتیان تاکنون در بیش از ۱۵ کتاب منتشر شده و به بسیاری از زبان‌های دنیا ترجمه گردیده‌است.
واهاگن داوتیان در ۲۱ فوریه ۱۹۹۶ در سن ۷۳ سالگی در شهر ایروان درگذشت و پانتئون کومیتاس به خاک سپرده شد.

## شعری از واهاگن داوتیان به نام (مکالمه)
| که بود او؟ بگو!               |  | هیچ نمی‌دانم فقط این را دیدم که در چشمانش کورسوئی از دورهای ناپیدا بود            |
| از کجا آمد؟                   |  | به یقین نمی‌دانم، اما برهنه پاهایش عطرهای خاک گرم بهاران داشت                     |
| - بر بلندای پیشانی اش         |  | تکه هائی از مه بود و غبار ستاره‌ای                                                |
| چه گفت او؟                    |  | خوب نفهمیدم، حرف‌هایش به دعا می‌مانست، موسیقیه مقدس بی کلامی را مانند بود سخن هایش |
| تو را کجا برد او؟             |  | ابتدا جلگه‌ای بود تفتان و آنجا درختان اشکال معجزه را به تمام می‌تاباندند           |
| و هر گلی آنجا وعده‌ای زیبا بود |  | و سپس مغاکی بود پر از تاریکی                                                     |
| به کدامین سو رفت؟             |  | شب عظیم بود و راه ناپیدا                                                         |
| در دل شب خاموش می‌رفت او       |  | و زرین ستاره‌ها بر سر راهش گریه می‌کردند                                           |

## آثار
- ۱۹۴۷ - اولین عشق
- ۱۹۵۰ - سپیده سحری
- ۱۹۵۲ - راهی از درون قلب
- ۱۹۵۷-  سپیده دم در کوه
- ۱۹۶۴ - باران تابستانی
- ۱۹۶۶ - تصنیفی از شراب

## نگارخانه

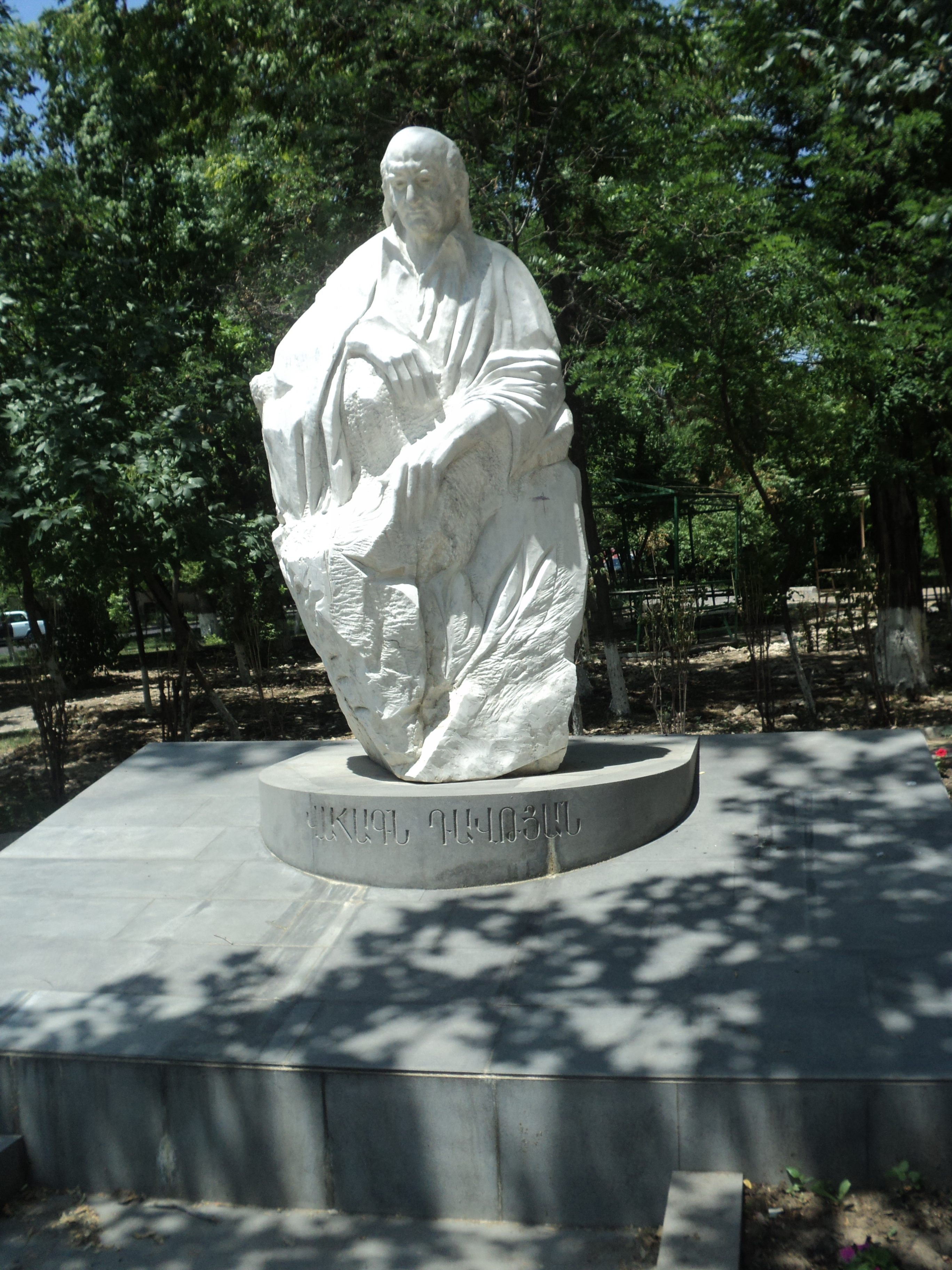
بنای یادبود واهاگن داوتیان در ایروان، مجسمه‌ساز لوون توکماجیان
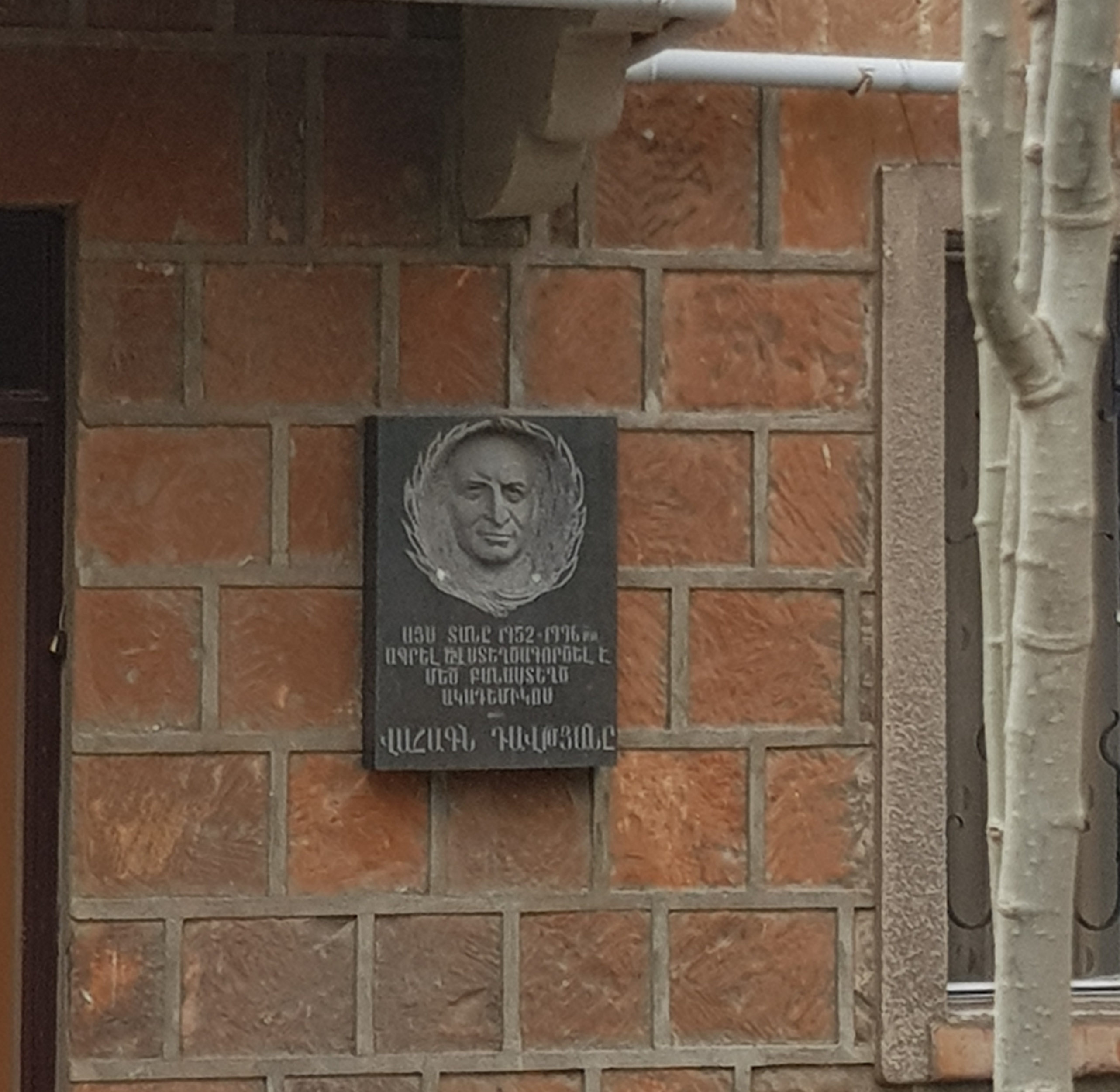
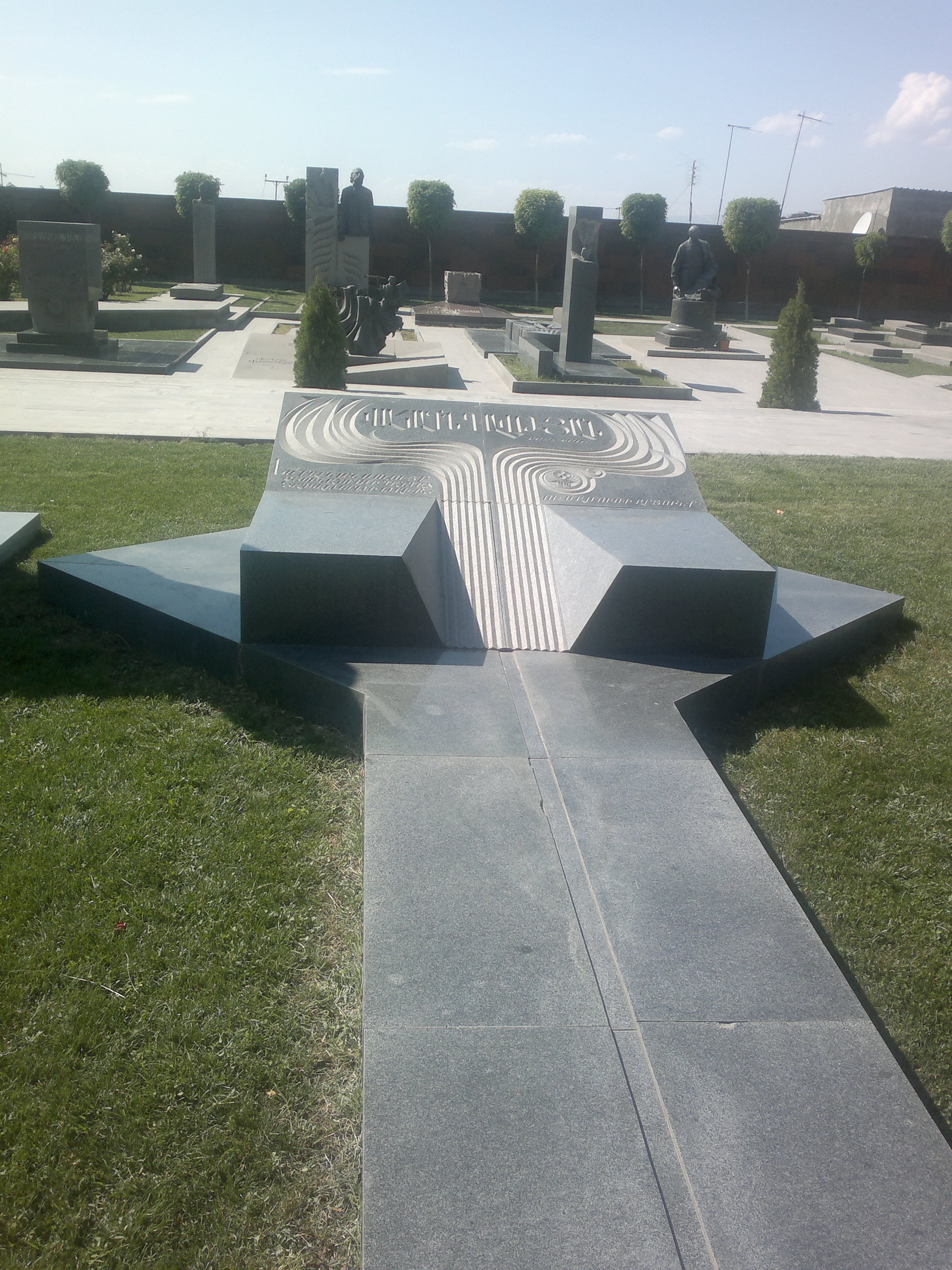